# The Man I Married

The Man I Married (également connu sous le titre I Married a Nazi) est un film américain réalisé par Irving Pichel et sorti en 1940.

## Synopsis
1938. Carol et Eric Hoffman sont mariés depuis huit ans et ont un enfant, Ricky. Eric reçoit un message de son père, afin qu'il regagne l'Allemagne (son pays natal) pour régler une affaire familiale. Mais Hitler est désormais au pouvoir, et Eric se prend de sympathie pour le nouveau régime. Il commence à assister à des réunions où il fait connaissance de Frieda, une militante convaincue. Très vite, des liens amoureux se tissent entre eux. Eric décide de divorcer, et Carol s'apprête à retourner aux États-Unis avec son fils. Mais son mari veut que Ricky reste en Allemagne. C'est alors que son père, Heinrich Hoffman, dévoile à Eric une vérité qui va le foudroyer.

## Fiche technique
- Titre : The Man I Married
- Réalisation : Irving Pichel
- Scénario : Oliver H.P. Garrett, d'après une histoire d'Oscar Schisgall
- Photographie : J. Peverell Marley
- Musique : David Buttolph
- Montage : Robert L. Simpson
- Décors : Thomas Little
- Costumes : Travis Banton
- Production : Darryl F. Zanuck pour Twentieth Century Fox
- Durée : 77 minutes
- Date de sortie :
  - États-Unis : 9 août 1940

## Distribution
- Joan Bennett : Carol Hoffman
- Francis Lederer : Eric Hoffman
- Lloyd Nolan : Kenneth Delane
- Anna Sten : Frieda
- Otto Kruger : Heinrich Hoffman
- Maria Ouspenskaya : Frau Gerhardt
- Ludwig Stossel : Dr. Gerhardt
- Johnny Russell : Ricky
- Ernst Deutsch : Otto
- Lionel Royce : Herr Deckhart
- Frank Reicher : Friehof
- Glen Cavender : un fonctionnaire (non crédité)